# Gene Kelly

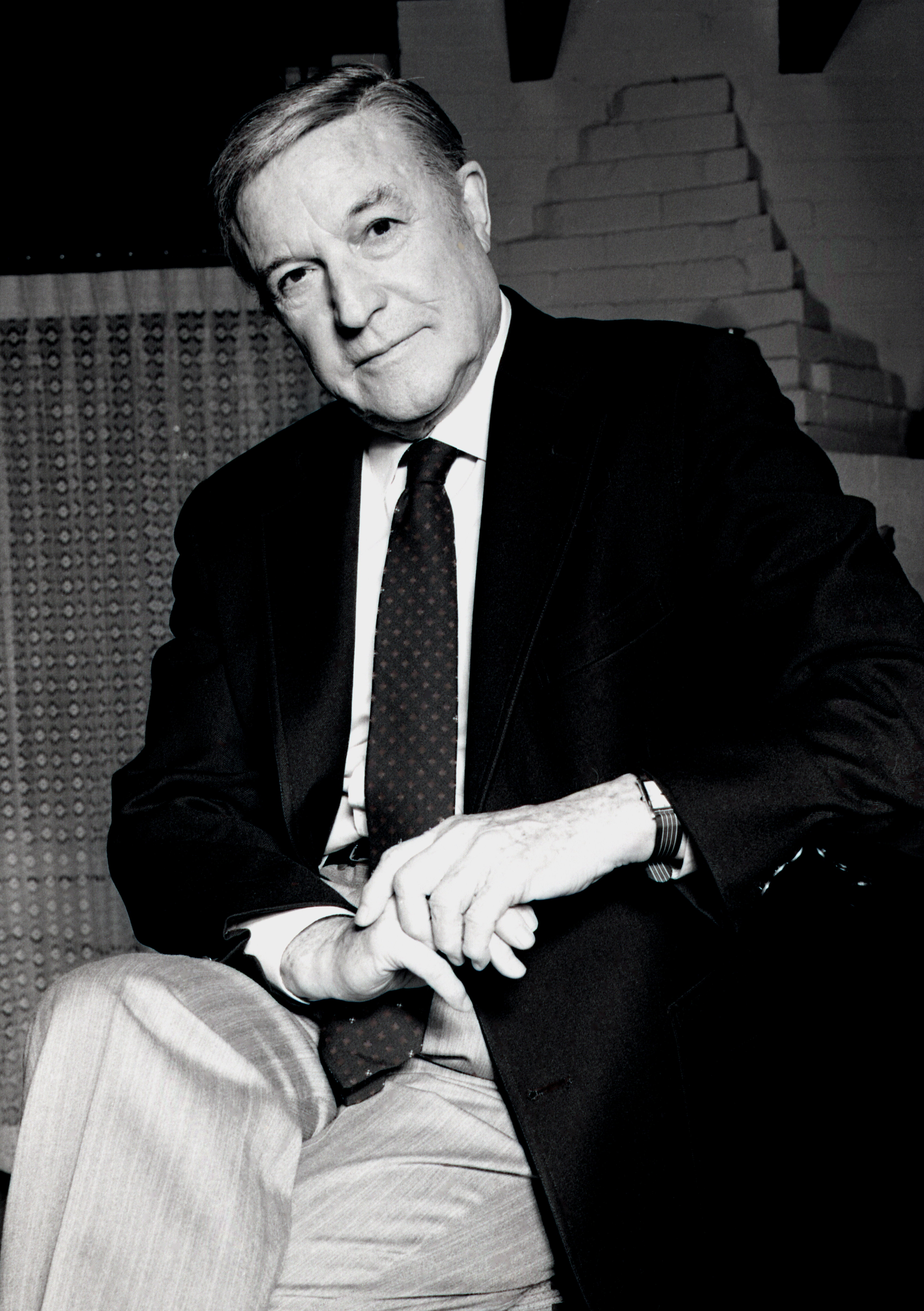
Gene Kelly (1986)

Eugene Curran „Gene“ Kelly (* 23. August 1912 in Pittsburgh, Pennsylvania; † 2. Februar 1996 in Beverly Hills, Kalifornien) war ein US-amerikanischer Tänzer, Schauspieler, Sänger, Filmregisseur, Filmproduzent und Choreograph. Er erlangte als Darsteller in Musicalfilmen wie Ein Amerikaner in Paris und Singin’ in the Rain weltweite Bekanntheit und prägte einen athletischen Tanzstil. Bei vielen Filmen war er auch hinter der Kamera erfolgreich tätig.

## Leben

### Kindheit und Jugend
Gene Kelly kam als drittes von insgesamt fünf Kindern in Pittsburgh zur Welt. Seine Eltern waren Harriet Catherine (geborene Curran) und James Patrick Joseph Kelly, der irischer Abstammung war. Seine Großmutter mütterlicherseits kam aus Deutschland. Bereits im Alter von acht Jahren erhielten Kelly und sein älterer Bruder James Tanzunterricht, allerdings gegen ihren Willen. Kellys Kindheitstraum hingegen war es, Shortstop bei den Pittsburgh Pirates zu werden. Er setzte den Tanzunterricht mit 14 Jahren fort, da er, wie er selbst sagte, die Mädchen und deren Vorliebe für gute Tänzer entdeckt hatte. Kelly studierte Wirtschaft an der University of Pittsburgh und erhielt 1933 den Bachelor of Arts Abschluss. Währenddessen eröffnete seine Familie das erste von zwei Tanzstudios, welches 1932 in The Gene Kelly Studio of the Dance umbenannt wurde und in dem Kelly neben seinem Studium Tanzunterricht gab. 1937 zog er nach New York, um dort als Choreograph zu arbeiten.

### Broadway
Im November 1938 erhielt Kelly sein erstes Broadway-Engagement in einer Nebenrolle in Cole Porters Musical Leave It to Me!. Es folgte One For the Money im Jahr 1939. Im selben Jahr spielte er im Musical The Time of Your Life, dessen Tänze er selbst choreographierte. Betsy Blair, die ebenfalls in dem Musical spielte, lernte er in dieser Zeit kennen. Die beiden heirateten am 16. Oktober 1941. Die Hauptrolle im Musical Pal Joey von 1940 verhalf dem jungen Kelly zum Durchbruch und machte Hollywood auf ihn aufmerksam.

### Filmkarriere
An der Seite von Judy Garland gab Kelly 1942 sein Filmdebüt in dem MGM Musical For Me and My Gal. Es folgten die kleineren Filmproduktionen Pilot #5 und Du Barry Was a Lady, jeweils an der Seite von Lucille Ball. Erstmals im Film-Musical Thousands Cheer (1943) konnte er seine eigene Choreographie umsetzen. Sein Durchbruch als Tänzer in Hollywood gelang ihm bei der Realisierung der Alter Ego Tanznummer in dem Film Es tanzt die Göttin mit Rita Hayworth, wo er die männliche Hauptrolle übernahm. Die Tanznummer, in der Kelly mit seinem eigenen Spiegelbild tanzt, galt bis dahin als unmöglich umzusetzen. Kelly, der ursprünglich nicht in Hollywood bleiben wollte, änderte danach seine Meinung und nahm sich vor, die Schwierigkeit, Tanz in ein 2D-Medium zu zwängen, zu bewältigen.

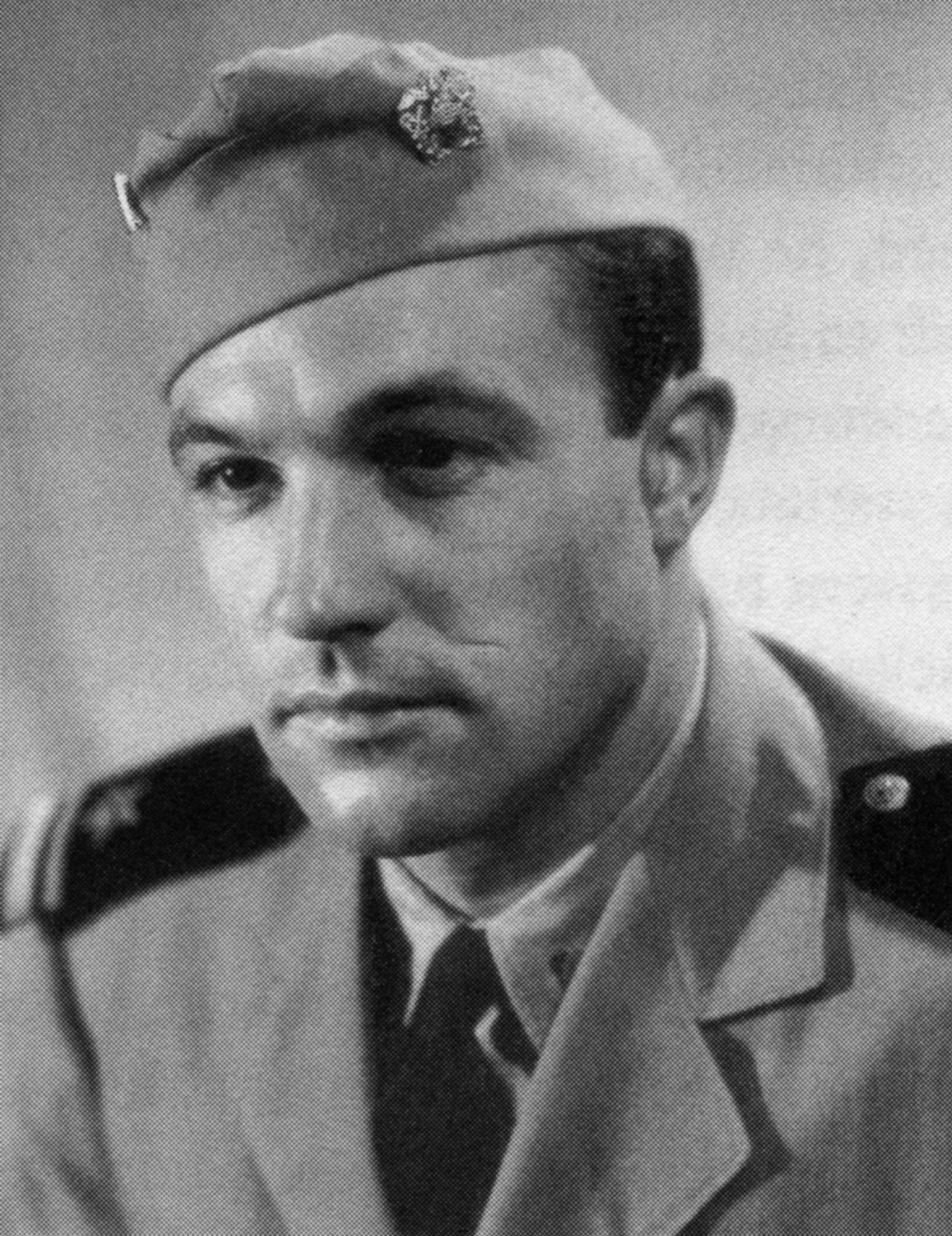
Kelly als Leutnant der U.S. Navy (um 1944)

1945 folgte George Sidneys Musical Urlaub in Hollywood (Anchors Aweigh) in dem er zum ersten Mal mit Frank Sinatra auftrat. Wieder war er für die Choreographie zuständig. Das Musical enthält die legendäre Tanznummer mit Jerry, der Maus. Anchors Aweigh war der kommerziell erfolgreichste Film des Jahres 1945, außerdem brachte er Kelly eine Oscar-Nominierung als Bester Hauptdarsteller ein. Ein Tanzduett mit Fred Astaire, mit dem er stets um den Ruf als bester Tänzer Hollywoods konkurrierte, folgte im 1944 produzierten, aber erst 1946 erschienenen Musical Ziegfeld Follies. Dies war die einzige Zusammenarbeit der beiden Rivalen. Ende 1944 trat Kelly der United States Navy bei und wurde in der Photographic Section in Washington D.C. stationiert. Er war involviert in einigen Dokumentationen, die er mitschrieb und bei denen er Regie führte (unter anderen in Combat Fatigue Irritability).
Nach seiner Rückkehr 1946 war Kelly im Film Liebe auf den zweiten Blick zu sehen. Danach arbeitete er wieder mit Judy Garland zusammen, in dem Film-Musical Der Pirat unter der Regie von Garlands Ehemann Vincente Minnelli. Der Film, der als seiner Zeit voraus galt, war ein Flop an den Kinokassen. Eine weitere Zusammenarbeit mit Garland war für Osterspaziergang vorgesehen. Allerdings brach sich Kelly zuvor den Knöchel beim Volleyballspiel und überzeugte Fred Astaire seine Rolle zu übernehmen. Take Me Out to the Ball Game war der zweite Film mit Sinatra. Kelly zollte seiner irischen Herkunft mit dem Song The Hat My Father Wore on St. Patrick's Day Anerkennung. Die dritte und letzte Zusammenarbeit mit Sinatra folgte mit Heut’ gehn wir bummeln (On the town) im Jahr 1949. Erstmals führte Kelly dabei (gemeinsam mit Stanley Donen) Regie. Heut' gehn wir bummeln war das erste Film-Musical, das an Originalschauplätzen gedreht wurde.
Summer Stock war sein letzter Film zusammen mit Judy Garland. Die Dreharbeiten erwiesen sich wegen Garlands häufiger Abwesenheit als schwierig. Trotz des bekannten Perfektionismus, Vorliebe für harte Arbeit und Abneigung gegen jegliche Unprofessionalitäten, zeigte sich Kelly sehr geduldig, hilfsbereit und unterstützte Judy Garland durch die Dreharbeiten. 1951 folgte Ein Amerikaner in Paris, der sechs Oscars, unter anderem als Bester Film, gewann. In seinem bekanntesten Film, Singin’ In The Rain (1952), war Kelly die treibende Kraft als Schauspieler, Choreograph und Regisseur (assistiert von Donen). 1952 erhielt Kelly den Ehrenoscar für seine Leistungen in Film-Musicals und Choreographien. Singin' in the Rain gilt bei den meisten Kritikern als einer der besten Musical-Filme aller Zeiten.

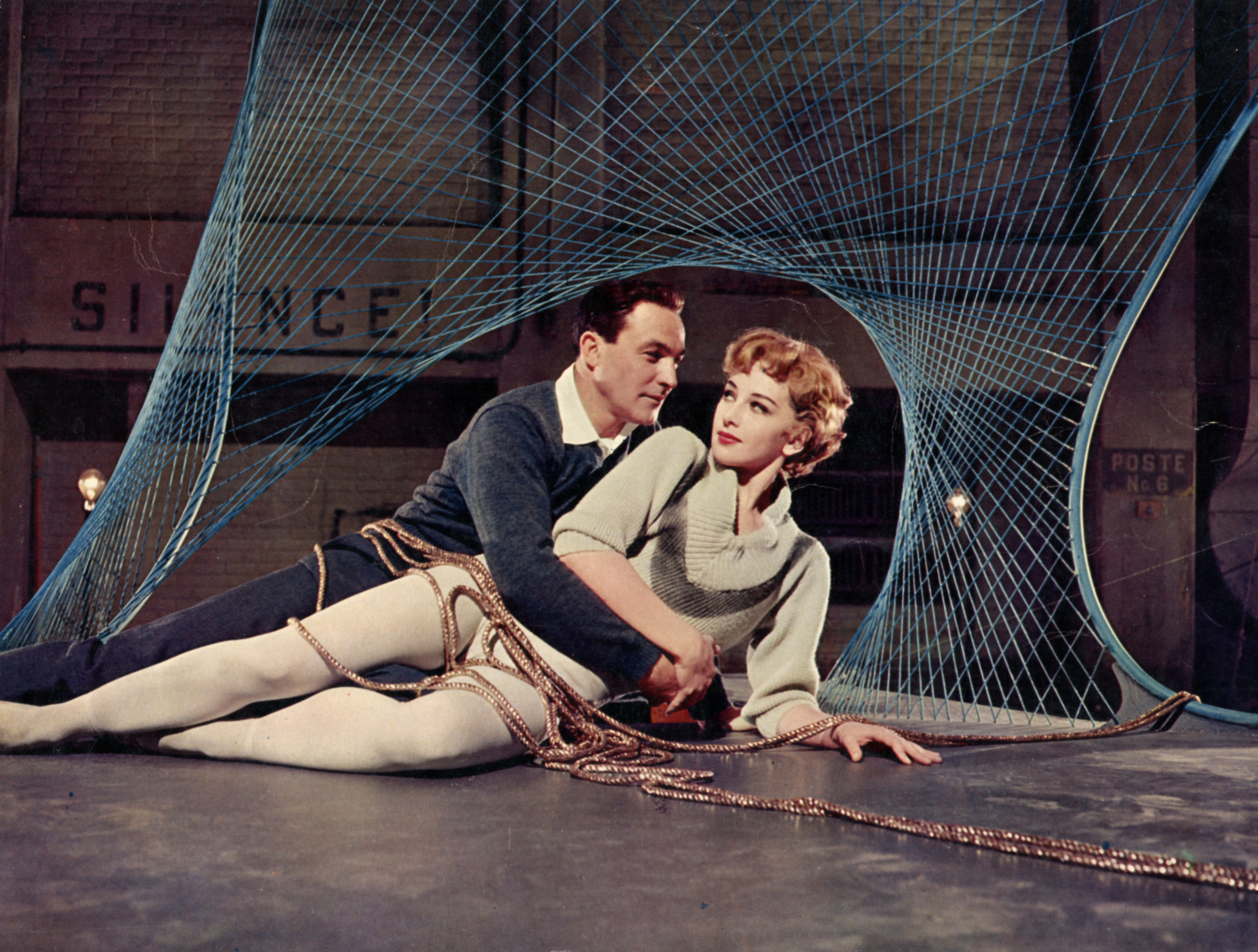
Gene Kelly und Taina Elg in Les Girls, 1957

Im Dezember 1951 unterschrieb Kelly einen MGM-Vertrag, der ihm erlaubte für 19 Monate in Europa zu leben und drei Filme abzudrehen. Doch nur das Musical Einladung zum Tanz resultierte aus dem Aufenthalt, zudem war der Film ein Flop an den Kinokassen. Zurück in Hollywood kürzte MGM das Budget für Brigadoon aufgrund von zurückgehendem Interesse des Publikums gegenüber Film-Musicals. It’s Always Fair Weather, Les Girls und The Happy Road waren Kellys letzte Filme unter dem MGM-Vertrag. Danach war Kellys Karriere als einer der führenden Stars in Hollywood beendet. Nach Bühnenarbeiten in Frankreich kehrte Kelly mit einer „nichttanzenden“ Rolle in Stanley Kramers Drama Wer den Wind sät (1960) neben Spencer Tracy und Fredric March zurück auf die Leinwand. Allerdings konzentrierte er sich in den folgenden Jahren vermehrt auf die Filmproduktion sowie Regieführung, unter anderem bei Gigot, der Stumme vom Montmartre, Leitfaden für Seitensprünge, Hello, Dolly!, und trat in den 1960er-Jahren regelmäßig in Fernsehshows auf. Für Jack and the Beanstalk (1967), einem teilweise animierten Kinderfilm, bei dem er Regie führte, erhielt Kelly einen Emmy.
Nachdem Kelly als Gastsprecher für That's Entertainment! (1974) mitwirkte, übernahm er 1976 für die Fortsetzung That's Entertainment, Part II die Regie und moderierte das Special zusammen mit Fred Astaire. 1980 folgte das letzte Film-Musical von Gene Kelly: Das aufwendige Musical Xanadu mit Olivia Newton-John und Michael Beck war allerdings bei Kritikern und Publikum kein sonderlicher Erfolg. Seine letzte Schauspielrolle war Eric Hovland im TV-Mehrteiler Sins, neben Joan Collins. Kellys letzter Filmauftritt war für That's Entertainment! III (1994). Cats Don't Dance (1997) war sein letztes Filmprojekt als Choreografie-Berater und wurde ihm gewidmet.

## Privates
Gene Kelly war von 1941 bis 1957 mit Betsy Blair verheiratet. Sie hatten eine Tochter, Kerry. Drei Jahre nach der Scheidung heiratete Kelly 1960 seine Choreographieassistentin Jeanne Coyne und war mit ihr bis zu ihrem Tod 1973 verheiratet. Aus dieser Ehe gingen die Kinder Bridget und Tim hervor. Mit Patricia Ward war er von 1990 bis zu seinem Tod 1996 verheiratet.
Kellys Gesundheit verschlechterte sich ab Ende der 1980er Jahre. Im Juli 1994 erlitt er seinen ersten Schlaganfall, der einen mehrwöchigen Krankenhausaufenthalt erforderlich machte. Ein weiterer Schlaganfall Anfang 1995 machte ihn zum größten Teil bettlägerig. Er starb in Beverly Hills am 2. Februar 1996 im Schlaf, im Alter von 83 Jahren. Sein Körper wurde gemäß seines letzten Willens bereits am selben Tag eingeäschert.

## Auszeichnungen
Oscars 
- 1946: Nominierung als Bester Hauptdarsteller für Urlaub in Hollywood
- 1952: Ehrenoscar (Honorary Award) für seine Vielseitigkeit als Schauspieler, Sänger, Regisseur und Tänzer

Golden Globes
- 1952: Nominierung als Bester Hauptdarsteller in einer Komödie/Musical für Ein Amerikaner in Paris
- 1970: Nominierung als Bester Regisseur für Hello, Dolly!
- 1981: Golden Globe für sein Lebenswerk (Cecil B. DeMille Award)

Weitere Auszeichnungen 
- 1956: Goldener Bär von Berlin für Einladung zum Tanz
- 1967: Emmy
- 1985: Screen Actors Guild Life Achievement Award für sein Lebenswerk und seine Verdienste für die Schauspielerei.
- 1985: Life Achievement Award des American Film Institutes.

Außerdem wählte ihn das American Film Institute auf Platz 15 in der Liste der 25 größten männlichen Filmlegenden aller Zeiten.

## Synchronisation
Im deutschen Sprachraum wurde Kelly von vielen Sprechern synchronisiert. Erik Ode war bis in die 1980er-Jahre der einzige, der dies mehr als einmal tat (z. B. in Ein Amerikaner in Paris oder Singin’ in the Rain), dann wurde er in mehreren frühen Filmen (in denen er zusammen mit Sinatra auftrat) von Lutz Mackensy gesprochen. Weitere Sprecher waren Fred Maire, Paul Klinger, Edgar Ott, Heinz Drache oder Niels Clausnitzer.

## Filmografie (Auswahl)

### Schauspieler
- 1942: For Me and My Gal
- 1943: Pilot #5
- 1943: Du Barry Was a Lady
- 1943: Thousands Cheer
- 1943: The Cross of Lorraine
- 1944: Es tanzt die Göttin (Cover Girl)
- 1944: Weihnachtsurlaub (Christmas Holiday)
- 1945: Urlaub in Hollywood (Anchors Aweigh)
- 1945: Broadway Melodie 1950 (Ziegfeld Follies)
- 1947: Liebe auf den zweiten Blick (Living in a Big Way)
- 1948: Der Pirat (The Pirate)
- 1948: Die drei Musketiere (The Three Musketeers)
- 1948: Words and Music
- 1949: Spiel zu dritt (Take Me Out to the Ball Game)
- 1949: Heut’ gehn wir bummeln (On the Town)
- 1950: Blutrache in New York (Black Hand)
- 1950: Summer Stock
- 1951: Ein Amerikaner in Paris (An American in Paris)
- 1951: It’s a Big Country
- 1952: Council of Europe
- 1952: Die süße Falle (Love is Better Than Ever) – Cameo-Auftritt
- 1952: Du sollst mein Glücksstern sein (Singin’ in the Rain)
- 1952: Des Teufels Erbe (The Devil Makes Three)
- 1954: Seagulls Over Sorrento
- 1954: Brigadoon
- 1955: Vorwiegend heiter (It’s Always Fair Weather)
- 1956: Einladung zum Tanz (Invitation to the Dance)
- 1957: Straße des Glücks (The Happy Road)
- 1957: Die Girls (Les Girls)
- 1958: Die Liebe der Marjorie Morningstar (Marjorie Morningstar)
- 1960: Wer den Wind sät (Inherit the Wind)
- 1960: Machen wir’s in Liebe (Let's Make Love)
- 1962–1963: St. Dominic und seine Schäfchen (Going My Way; Fernsehserie, 30 Folgen)
- 1964: Immer mit einem anderen (What a Way to Go!)
- 1967: Die Mädchen von Rochefort (Les Demoiselles de Rochefort)
- 1967: Jack and the Beanstalk (Fernsehfilm)
- 1973: Vierzig Karat (40 Carats)
- 1974: Das gibt’s nie wieder (That’s Entertainment!, Dokumentarfilm, er selbst als Conférencier)
- 1976: The Dorothy Hamill Special (Fernsehspecial, als er selbst)
- 1976: That's Entertainment, Part II (Dokumentarfilm, als er selbst)
- 1977: Viva Knivel – Der Tod springt mit (Viva Knievel!)
- 1980: Xanadu
- 1984: Love Boat (The Love Boat; Fernsehserie, Doppelfolge Hong Kong Cruise)
- 1985: Fackeln im Sturm (North and South; Fernsehserie, 1 Folge)
- 1985: That’s Dancing! (Dokumentarfilm, als er selbst)
- 1986: Sins (Fernseh-Miniserie, 3 Folgen)
- 1994: That's Entertainment, Part III (Dokumentarfilm, als er selbst)

### Regisseur
- 1949: Heut’ gehn wir bummeln (On the Town) (zusammen mit Stanley Donen)
- 1952: Du sollst mein Glücksstern sein (Singin’ in the Rain) (zusammen mit Stanley Donen)
- 1955: Vorwiegend heiter (It’s Always Fair Weather) (zusammen mit Stanley Donen)
- 1956: Einladung zum Tanz (Invitation to the Dance)
- 1957: Straße des Glücks (The Happy Road)
- 1958: Babys auf Bestellung (The Tunnel of Love)
- 1962: Gigot, der Stumme vom Montmartre (Gigot)
- 1967: Leitfaden für Seitensprünge (A Guide for the Married Man)
- 1969: Hello, Dolly!
- 1970: Geschossen wird ab Mitternacht (The Cheyenne Social Club)

### Dokumentation
- 2024: "Gene Kelly – Der mit dem Regen tanzt" (Gene Kelly – Mène la danse, Frankreich, Regie: Claudia Collao, 50 Minuten)[3][4]